# Félix de Burgundia
Félix de Burgundia (fallecido el 8 de marzo de 647 o 648), también conocido como Félix de Dunwich, fue un santo y el primer obispo del reino de los Anglos Orientales. Se le atribuye ampliamente como el hombre que introdujo el cristianismo en el reino. Casi todo lo que se sabe sobre él proviene de "La historia eclesiástica del pueblo inglés", completada por el historiador inglés Beda alrededor del año 731, y la Crónica anglosajona. Beda escribió que Félix liberó "a todo este reino de una maldad y una infelicidad de larga duración".
Félix provenía del reino franco de Burgundia y pudo haber sido sacerdote en uno de los monasterios en Francia fundados por el misionero irlandés Columbano. Podría haber sido obispo de Châlons, antes de verse obligado a buscar refugio en otro lugar. Félix viajó de Burgundia a Canterbury antes de ser enviado por el Arzobispo Honorio de Canterbury al reino de Sigeberht de Anglia Oriental alrededor del año 630 (viajando por mar a Babingley en Norfolk, según la leyenda local). A su llegada a Anglia Oriental, Sigeberht le dio una sede en Dommoc, posiblemente en Walton, Suffolk cerca de Felixstowe, o en Dunwich en Suffolk. Según Beda, Félix ayudó a Sigeberht a establecer una escuela en su reino "donde los niños pudieran ser enseñados a leer y escribir".
Félix murió el 8 de marzo de 647 o 648, habiendo sido obispo durante 17 años. Sus reliquias fueron trasladadas de Dommoc a la Abadía de Soham y luego a la abadía de Ramsey. Después de su muerte, fue venerado como santo; varias iglesias inglesas están dedicadas a él. La fecha de la festividad de Félix es el 8 de marzo.

## Antecedentes y primeros años
Félix nació en el reino franco de Burgundia, aunque su nombre impide a los historiadores identificar de manera concluyente su nacionalidad. Según el historiador inglés Beda, fue ordenado en Burgundia.
El historiador Peter Hunter Blair sugirió que es posible que Félix estuviera asociado con la actividad misionera irlandesa en Francia, que se centró en Burgundia y estuvo particularmente asociada con el misionero irlandés Columbano y la Abadía de Luxeuil. Columbano llegó a Francia alrededor del año 590, después de entrar en exilio voluntario. Unos años más tarde, fundó el monasterio en Luxeuil.
En esta época, existían asociaciones entre los reinos de Francia y Anglia Oriental, un pequeño reino anglosajón independiente que comprendía principalmente lo que ahora son los condados ingleses de Norfolk y Suffolk. Los bienes funerarios con joyas del siglo VII encontrados en Sutton Hoo muestran tecnologías de fabricación que probablemente sean de origen franco, y materiales que llegaron a Anglia Oriental a través de Francia. La conexión entre la dinastía Wuffingas de Anglia Oriental y la abadesa franca Burgundofara en la Abadía de Faremoutiers fue un ejemplo del vínculo entre la Iglesia en el reino de Anglia Oriental y los establecimientos religiosos en Francia.
Estas asociaciones se debieron en parte al trabajo de Columbano y sus discípulos en Luxeuil; junto con Eustace, su sucesor, Columbano inspiró a Burgundofara a fundar la abadía en Faremoutiers. Se ha sugerido que una conexión entre los discípulos de Columbano (quienes influyeron fuertemente en los cristianos de Borgoña del Norte) y Félix, ayuda a explicar cómo la dinastía Wuffingas estableció sus vínculos con Faremoutiers.
El historiador N. J. Higham señala varias sugerencias sobre el posible origen de Félix, incluyendo Luxeuil, Châlons o el área alrededor de Autun. Otros historiadores han establecido conexiones entre Félix y el rey borgoñón Dagoberto I, quien tuvo contacto tanto con el rey Sigeberht de Anglia Oriental como con Amandus, un discípulo de Columbano.
Los historiadores Judith McClure y Roger Collins han señalado la posibilidad de que Félix, quien ya estaba consagrado como obispo en Burgundia, pudiera haberse convertido en un fugitivo político en Francia antes de su llegada a Anglia Oriental. Un obispo llamado Félix ocupó la sede de Châlons en 626 o 627, pero fue privado de su sede tras la muerte del rey franco Clotario II en 629.

## Llegada al reino de Anglia Oriental
Félix es mencionado por primera vez en la Crónica anglosajona, una colección de anales compilada a finales del siglo IX, bajo el año 633. El "Manuscrito A" de la Crónica afirma que Félix "predicó la fe de Cristo a los Anglos Orientales". Otra versión de la Crónica, el "Manuscrito F", escrito en el siglo XI en inglés antiguo y latín, elabora sobre la breve declaración contenida en el "Manuscrito A":
"Aquí vino de la región de Borgoña un obispo llamado Félix, que predicó la fe al pueblo de Anglia Oriental; llamado aquí por el Rey Sigeberht; recibió un obispado en Dommoc, en el que permaneció durante diecisiete años."
Según Beda, Félix fue enviado para promover el cristianismo en la tierra de los Anglos Orientales por el Arzobispo de Canterbury, Honorio. Beda escribió sobre los esfuerzos de Sigeberht, rey de los Anglos Orientales:
"Tan pronto como comenzó a reinar, se propuso ver que todo el reino compartiera su fe. El obispo Félix apoyó sus esfuerzos de manera más noble. Este obispo, que había nacido y sido consagrado en Borgoña, se acercó al Arzobispo Honorio, a quien expresó sus anhelos; así el arzobispo lo envió a predicar la palabra de vida a esta nación de los Anglos."
Entre las tradiciones de Anglia Oriental asociadas con Félix, una relata que fundó la iglesia en Babingley, Norfolk, en 631 cuando llegó allí para convertir a los Anglos Orientales. Las ruinas están a unos 200 metros al norte de donde una vez existió un estuario navegable, y donde se dice que Félix desembarcó.
Sigeberht fue el primer gobernante inglés en recibir el bautismo antes de convertirse en rey. Probablemente hijo de Rædwald (que gobernó de 599 a 624) y hermano del sucesor de Rædwald, Eorpwald, fue forzado al exilio durante el gobierno de Rædwald, después de lo cual se convirtió en un cristiano devoto y un hombre de aprendizaje. Alrededor del año 627, Eorpwald fue asesinado por Ricberht, quien luego gobernó Anglia Oriental durante tres años. Sigeberht se convirtió en rey de los Anglos Orientales después de la muerte de Richberht en 630. Según el historiador Marios Costambeys, la llegada de Félix a Anglia Oriental parece haber coincidido con el inicio de un nuevo período de orden establecido por Sigeberht cuando se convirtió en rey. Costambeys agrega que la ascensión de Sigeberht pudo haber sido la razón por la que Honorio decidió enviar a Félix a Anglia Oriental. Peter Hunter Blair desafió la afirmación de las fuentes medievales que hablaron de Félix y Sigeberht viajando juntos desde Francia a Inglaterra, ya que en su opinión el texto de la Historia Eclesiástica del Pueblo Inglés puede interpretarse en el sentido de que Félix fue a Anglia Oriental porque fue impulsado a hacerlo por Honorio.

## Obispo de los Anglos Orientales
Poco después de su llegada a la corte de Sigeberht, alrededor del año 630 o 631, Félix estableció su sede episcopal en Dommoc, que muchos estudiosos consideran que fue Dunwich, Suffolk, una ciudad próspera en la Edad Media. Dunwich desde entonces ha sido destruida por los efectos de la erosión costera. El historiador Richard Hoggett ha sugerido que la sede de Félix estaba en el Castillo de Walton, cerca de Felixstowe, donde una vez existió un fuerte romano. Según Hoggett, "el Castillo de Walton [era] un lugar adecuado para la nueva diócesis del rey y uno que él tenía pleno derecho de regalar a Félix", ubicado cerca del valle de Deben, donde se encontraban tanto la villa real en Rendlesham como el cementerio en Sutton Hoo. Una iglesia y un priorato fueron dedicados a Félix en Walton por Roger Bigod, primer conde de Norfolk, poco después de 1106.
Beda relató que Félix comenzó una escuela, "donde los niños podrían ser enseñados a leer y escribir", para proporcionar a Sigeberht con maestros. Beda no es claro sobre el origen de los maestros de la escuela que Félix estableció; podrían haber sido del reino de Kent, donde un sistema de educación de jóvenes para convertirse en sacerdotes había existido desde la misión agustiniana de 597, y donde la educación se utilizaba para promover el aprendizaje cristiano en todos los niveles de la sociedad. No hay evidencia de que la escuela de Félix estuviera en la Abadía de Soham, como indican fuentes posteriores. El Liber Eliensis mencionó que Félix también fundó la Abadía de Soham y una iglesia en Reedham, Norfolk: "De hecho, se lee en una fuente inglesa que San Félix fue el fundador original del antiguo monasterio de Sehem y de la iglesia en Redham". Según la historiadora Margaret Gallyon, el gran tamaño de la diócesis de Anglia Oriental habría hecho "muy probable" la fundación de un segundo establecimiento religioso en Soham.
Beda elogió a Félix, escribiendo que había liberado "a todo este reino de una maldad y una infelicidad de larga duración". Durante sus años como obispo, la Iglesia de Anglia Oriental se fortaleció aún más cuando el monje irlandés Fursey llegó de Irlanda y fundó un monasterio, en Cnobheresburg, probablemente ubicado en el Castillo de Burgh, en Norfolk.

## Muerte
Félix falleció en 647 o 648, después de haber sido obispo durante 17 años. Tras su muerte, que probablemente ocurrió durante el reinado de Anna de Anglia Oriental, Tomás, un habitante de Fenland, se convirtió en el segundo obispo de los Anglos Orientales.
Félix fue enterrado en Dommoc, pero sus reliquias fueron trasladadas más tarde a Soham, según el historiador inglés del siglo XII, Guillermo de Malmesbury. Su santuario fue profanado por los vikingos cuando la iglesia fue destruida. Según Guillermo, "algún tiempo después se buscó y encontró el cuerpo del santo, y fue enterrado en la Abadía de Ramsey". Ramsey era conocida por su entusiasmo por recolectar reliquias de santos, y en un aparente intento de superar a sus rivales de la abadía de Ely, los monjes de Ramsey escaparon remando sus botes a través de la espesa niebla de Fenland, llevando consigo los preciados restos del obispo.
El día festivo de Félix se celebra el 8 de marzo, la fecha dada por dos kalendarios anglosajones. Fue canonizado antes del Cisma de 1054, lo suficientemente temprano para ser venerado tanto en Oriente como en Occidente. Hay seis iglesias en Inglaterra dedicadas al santo, todas ubicadas en Yorkshire del Norte o Anglia Oriental.
Félix es recordado en la Iglesia de Inglaterra con una conmemoración el 8 de marzo. El pueblo de Felixkirk en Yorkshire y la ciudad de Felixstowe podrían haber sido nombrados en honor al santo, aunque se ha sugerido un significado alternativo para Felixstowe, "el stow de Filica".